# Хартія АСЕАН
Ха́ртія А́СЕАН – це конституція створеної в 1967 році Асоціації держав Південно-Східної Азії (англ. Association of SouthEast Asian Nations, ASEAN [ˈɑːsiɑːn]), яка була прийнята на 13-му саміті АСЕАН, що відбувся в листопаді 2007 року.
Необхідність прийняття такого документу була проголошена на 11-му саміті АСЕАН в грудні 2005 року в Куала-Лумпурі в  Індонезіï.
На 12-му саміті АСЕАН в січні 2007 року в Себу, на Філіппінах, були запропоновані декілька варіантів Хартіï. Лідери краïн-учасниць прийняли рішення про створення спеціальної робочої групи по підготовці тексту Хартіï. До групи ввійшли 10 високопосадових урядовців з 10 краïн-учасниць.
Протягом 2007 року було проведено 13 засідань.

## Хартія
В Хартіï декларовано такі принципи АСЕАН, як:
- Підкреслення головноï ролі АСЕАН в регіональному співробітництві.
- Повага до принципів територіальноï цілісності, суверенітету, невтручання у внутрішні справи та національної самоідентифікації членів АСЕАН.
- Сприяння регіональному миру та мирному вирішенню спірних питань.
- Дотримання міжнародного права в питаннях прав людини,  соціальноï справедливості та багатосторонньоï торгівлі.
- Сприяння регіональній інтеграціï торгівлі.
- Призначення Генерального секретаря та  Постійного представника АСЕАН.
- Створення органу, який би відповідав за захист прав людини.
- Розвиток дружніх відносин з Європейським Союзом.
- Збільшення кількості самітів краïн-учасниць АСЕАН до двох на рік та створення можливості проведення екстрених зустрічей.
- Проведення 8 серпня щороку Дня АСЕАН з виконанням гімну АСЕАН та підняттям прапора АСЕАН.

## Ратифікація Хартіï АСЕАН
Хартія була ратифікована усіма краïнами-учаницями АСЕАН.
| Краïна-учасниця | Ратифікація урядом | Передача документа про ратифікацію | Підписано               |
| --------------- | ------------------ | ---------------------------------- | ----------------------- |
| Сінгапур        | 18 грудня 2007 р.  | 7 січня 2008 р.                    | Прем'єр-міністр         |
| Бруней          | 31 січня 2008 р.   | 15 лютого 2008 р.                  | Султан                  |
| Малайзія        | 14 лютого 2008 р.  | 20 лютого 2008 р.                  | Прем'єр-міністр         |
| Лаос            | 14 лютого 2008 р.  | 20 лютого 2008 р.                  | Прем'єр-міністр         |
| Камбоджа        | 25 лютого 2008 р.  | 18 квітня 2008 р.                  | Національна асамблея    |
| В'єтнам         | 14 березня 2008 р. | 19 березня 2008 р.                 | Міністр зовнішніх справ |
| М'янма          | 21 липня 2008 р.   | 21 липня, 2008                     | Міністр зовнішніх справ |
| Таїланд         | 16 вересня 2008 р. | 14 листопада 2008 р.               | Парламент               |
| Філіппіни       | 7 жовтня 2008 р.<  | 12 листопада 2008 р.               | Сенат                   |
| Індонезія       | 21 жовтня 2008 р.  | 13 листопада 2008 р.               | Палата представників    |

## Введення в дію
Хартія вступила в дію в грудні 2008 року, через 30 днів після передачі ратифікованої Хартіï останньою краïною-учасницею АСЕАН – Таїландом. Постійний представник Таїланду в ООН, посол Дон Прамудвінай  передав відповідний документ Хартіï Генеральному секретарю АСЕАН Суріну Пітсувану.
15 грудня 2008 року в Джакарті зібрались лідери краïн-учасниць АСЕАН для офіційного проголошення про введення Хартіï АСЕАН в дію.